# 格林利夫頓 (明尼蘇達州)
格林利夫頓（英語：Greenleafton）是位於美國明尼蘇達州菲爾莫爾縣約克鎮區的一個非建制地區。

## 地理
格林利夫頓所處的海拔為高於海平面413米（即1355英呎），而該地所採用的時區為UTC-6，即北美中部時區（CST）。同時該地設有夏令時間，為UTC-6調快一小時，即UTC-5（CDT）。